# Robert et Robert
Robert et Robert is een Franse film  van Claude Lelouch die werd uitgebracht in 1978. 

## Samenvatting
Robert Goldman is een ongetrouwde 48-jarige taxichauffeur. Hij is een lichtgeraakte, asociale en zenuwachtige man die niet kan lachen, wat hem niet echt vooruithelpt bij het uitoefenen van zijn beroep noch bij het ontmoeten van een partner. Robert Villiers is een 27-jarige erg verlegen en onzekere vrijgezel die politieagent wil worden. 
Beide mannen zijn enig kind en leven nog bij hun overbeschermende, bemoeizuchtige en dominante moeder-weduwe. Beiden dromen van een levenspartner. 
Op een dag ontmoeten ze elkaar in de wachtkamer van een huwelijksbureau. Hun aarzelende ontmoeting vormt het begin van een onafscheidelijke vriendschap. 

## Rolverdeling
| Acteur             | Personage                                                                |
| ------------------ | ------------------------------------------------------------------------ |
| Charles Denner     | Robert Goldman                                                           |
| Jacques Villeret   | Robert Villiers                                                          |
| Jean-Claude Brialy | Jacques Millet, de directeur van het huwelijksbureau                     |
| Nella Bielski      | mevrouw Millet, de directrice van het huwelijksbureau, vrouw van Jacques |
| Régine             | de moeder van Robert Villiers                                            |
| Germaine Montero   | de moeder van Robert Goldman                                             |
| Mohamed Zinet      | Ali Salem, de toekomstig gehuwde                                         |
| Arlette Emmery     | Arlette Poirier, de toekomstig gehuwde                                   |
| Francis Perrin     | Francis Michaud, kandidaat overnemer van het bureau                      |
| Joséphine Derenne  | Josette Michaud, vrouw van Francis                                       |
| Macha Méril        | Agathe                                                                   |
| Arlette Gordon     | mevrouw Zorca, de persoonlijke helderziende van de koningin van Engeland |
| Claudio Gaya       | de scheidsrechter van de life-show                                       |
| Hervé Jolly        | de klant van de life-show                                                |